# Конари (Буський повіт)
Конари (пол. Konary) — село в Польщі, у гміні Стопниця Буського повіту Свентокшиського воєводства.
Населення — 118 осіб (2011).
У 1975-1998 роках село належало до Келецького воєводства.

## Демографія
Демографічна структура на день 31 березня 2011 року:
|          | Загалом | Допрацездатний вік | Працездатний вік | Постпрацездатний вік |
| -------- | ------- | ------------------ | ---------------- | -------------------- |
| Чоловіки | 60      | 11                 | 43               | 6                    |
| Жінки    | 58      | 10                 | 32               | 16                   |
| Разом    | 118     | 21                 | 75               | 22                   |